# Hildegard Löfbladh
Hildegard Kristina Löfbladh, född den 7 oktober 1880 i Ragunda socken, död den 29 maj 1960 i Hammarstrand, var en svensk fotograf, författare och kvinnosakskvinna.

## Biografi
Löfbladh var verksam som fotograf men medarbetade dessutom i flera olika tidningar och tidskrifter. Hon skildrade i novellform framför allt Norrland och dess människor i forna tider.